# Ordine di Jaroslav il Saggio
L'Ordine di Jaroslav il Saggio (in ucraino Орден князя Ярослава Мудрого?, Orden knjazja Jaroslava Mudroho) è un ordine cavalleresco dell'Ucraina.
Fu istituito nel 1995 con lo scopo di conferire un riconoscimento a tutti coloro che si siano distinti per i servizi allo Stato e al popolo ucraino.

## Storia
Dopo l'indipendenza ottenuta dall'Ucraina precedentemente parte dell’Unione Sovietica, il presidente Leonid Kučma istituì un ordine cavalleresco di comune accordo col governo, dedicandolo alla figura di Jaroslav il Saggio, gran principe di Kiev.

## Classi
L'Ordine dispone delle seguenti classi di benemerenza:
- I Classe
- II Classe
- III Classe
- IV Classe
- V Classe

Il grado di Collare viene oggi riservato prevalentemente al presidente della repubblica ucraina ed ai capi di Stato stranieri in segno di amicizia.
| Nastri   |           |            |           |          |
| V Classe | IV Classe | III Classe | II Classe | I Classe |

## Insegne
- Il collare consiste in una serie di placche di bronzo forate e smaltate con simboli della tradizione ucraina, il tutto terminante con la medaglia dell'Ordine.
- La medaglia dell'ordine consiste in una croce greca smaltata di bianco e terminante la punta d'azzurro, il tutto bordato e puntato d'oro. Tra i bracci della croce si trovano dei tridenti in oro. In centro si trova un grande disco riportante il ritratto del principe Jaroslav di profilo in oro su sfondo blu, il tutto attorniato da un anello smaltato di bianco con incisa in oro la scritta "ЯРОСЛАВ МУДРИИ" (Jaroslav il Saggio). La medaglia è sostenuta al nastro tramite una decorazione in oro. Il retro della medaglia è color oro e piano: su di esso è riportato il motto dell'Ordine Мудрість, честь, слава ("Saggezza, onore e gloria") ed il numero corrispondente all'onorificenza concessa.
- La placca dell'ordine consiste in una stella d'oro scagliata avente foggia di croce con, all'incrocio dei bracci, dei raggi scagliati d'argento. Al centro si trova un medaglione con un simbolo ucraino in oro su sfondo blu, il tutto circondato da un anello decorato a smalti.
- Il nastro dell'ordine è completamente blu per la V e per la IV classe e blu con una striscia giallo per ciascun lato per le altre tre.

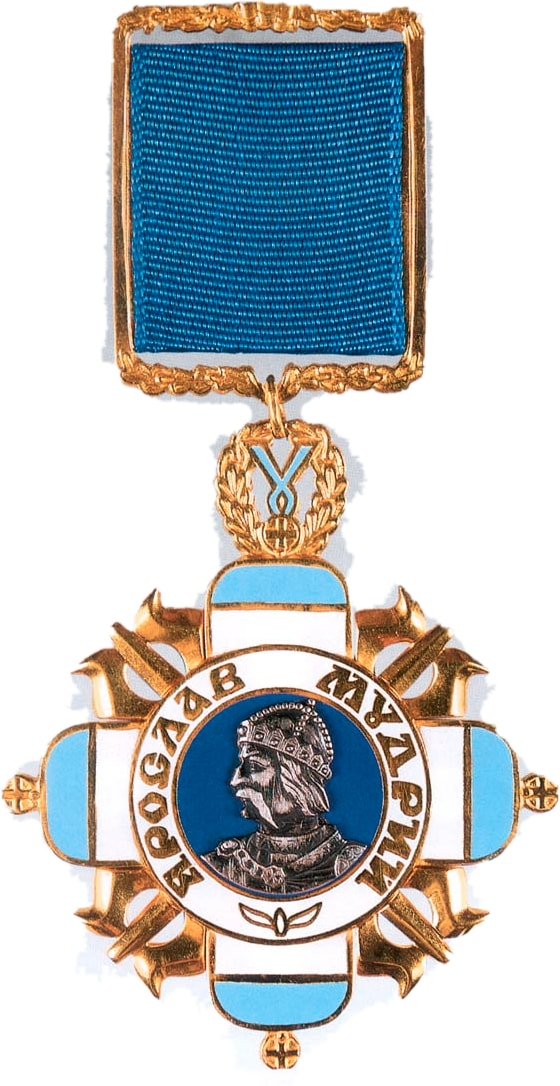
Cavaliere di V Classe
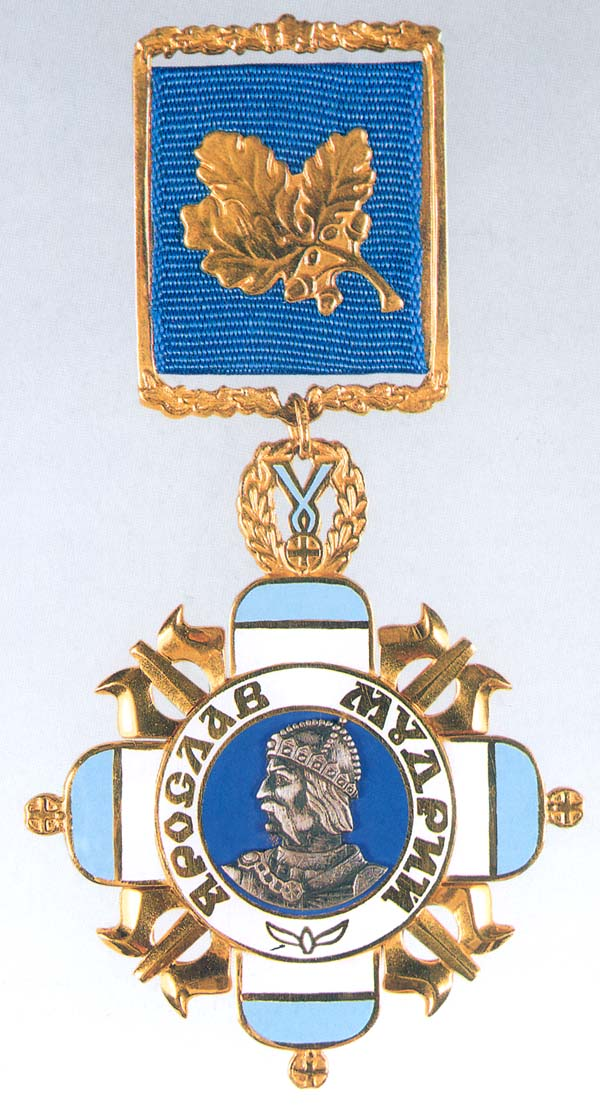
Cavaliere di IV Classe
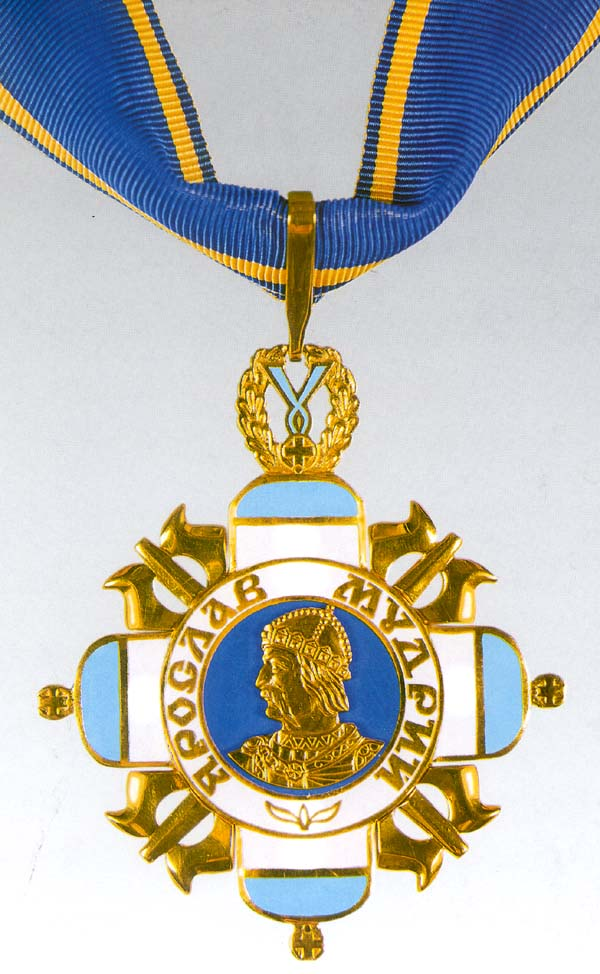
Cavaliere di III Classe
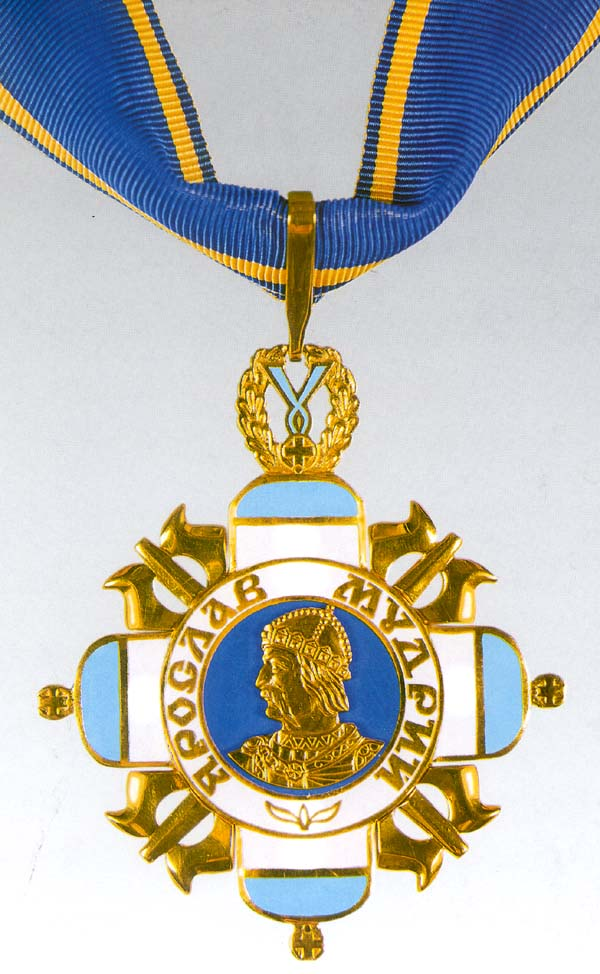
Cavaliere di II Classe
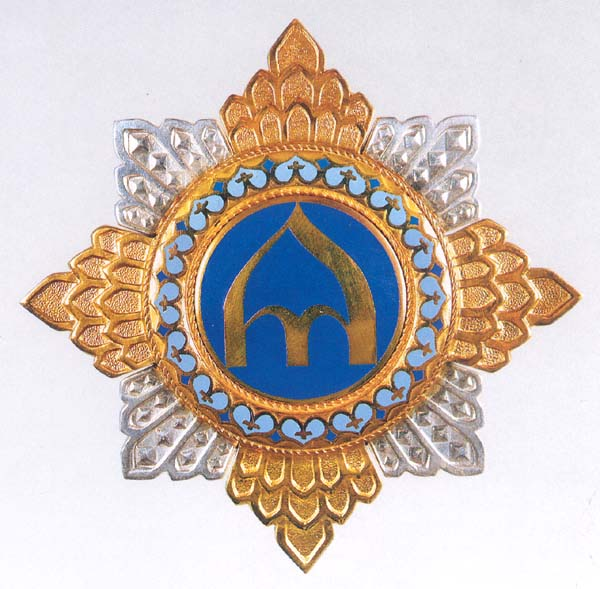
Cavaliere di II Classe (stella)
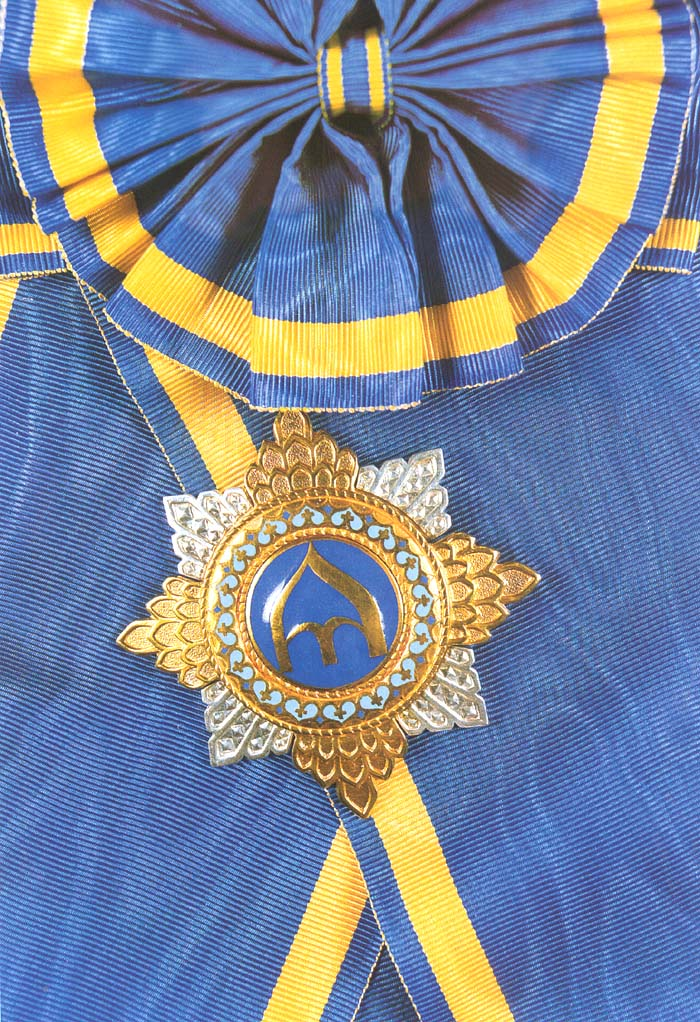
Cavaliere di I Classe (fascia e stella)
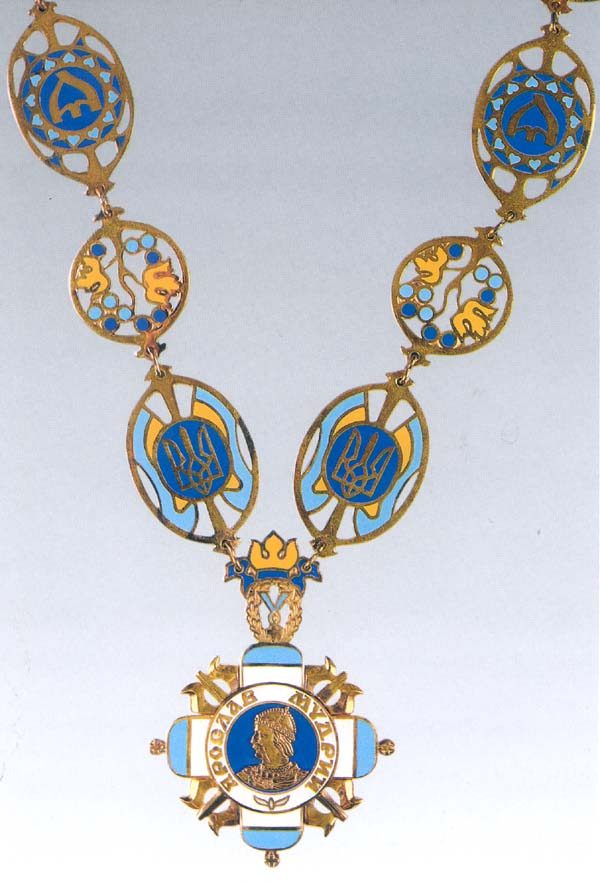
Cavaliere di I Classe (collare)

## Insigniti notabili
- Valdas Adamkus
- Carlo XVI Gustavo di Svezia
- Boris El’cin
- Nursultan Nazarbaev
- Hassanal Bolkiah
- Recep Tayyip Erdoğan
- Hu Jintao
- Mario Draghi
- Ursula von der Leyen
- Luigi Di Maio
- Antonio Tajani
- Dario Nardella
- Guido Crosetto